# Zafer Yelen
Zafer Yelen [zafɛr jɛlɛn] (* 30. August 1986 in West-Berlin) ist ein türkischer Fußballspieler.

## Jugend
Zafer Yelen wurde 1986 in eine türkische Großfamilie hineingeboren, die in West-Berlin lebte. Er hat sechs Geschwister. Die Schule beendete er mit dem Erweiterten Hauptschulabschluss.

## Karriere
In der Jugend spielte Yelen für verschiedene Berliner Vereine, zuletzt für Tennis Borussia Berlin in der Junioren-Bundesliga Nordost, wo er vom damaligen Hansa-Rostock-Trainer Frank Pagelsdorf entdeckt wurde. Daraufhin holte ihn Timo Lange, der Trainer der Oberliga-Amateure, zu Hansa. In der Saison 2005/06, seiner ersten Spielzeit im Erwachsenen-Bereich, erzielte Yelen in 30 Spielen für die zweite Mannschaft Rostocks 14 Tore in der Oberliga. Zur Saison 2006/07 rückte er in die Zweitliga-Mannschaft auf, in der er sich zum Stammspieler und Spielmacher entwickelte, in 26 Einsätzen fünf Tore erzielte und am Ende der Saison mit Hansa in die 1. Bundesliga aufstieg.
Durch seine Leistungen in der zweiten Bundesliga wurde auch er in die türkische U-21 Nationalmannschaft berufen und absolvierte am 7. Februar 2007 sein erstes Spiel für diese. In seinem zweiten Spiel für die türkische U-21 gelang Yelen sein erster Treffer zum zwischenzeitliche 2:0 in einer Partie gegen die Schweiz.
In der folgenden Bundesliga-Spielzeit 2007/08 absolvierte Yelen 20 Partien für die Ostseestädter, stieg mit diesen aber umgehend wieder in die 2. Bundesliga ab, woraufhin Yelen zunächst einen Wechsel in die Türkei anstrebte, welcher jedoch wegen fehlender finanzieller Sicherheiten nicht zustande kam. Nachfolgend kam Yelen aufgrund einer Verletzung in der Hinrunde der Saison 2008/09 lediglich zu zwei Einsätzen für Hansa, versuchte abermals einen Wechsel in die Türkei zu forcieren und wurde, nachdem dieser erneut nicht zustande kam, wieder Rostocks zweiter Mannschaft zugeteilt. Zum Saisonende wurde sein Vertrag in Rostock schließlich aufgelöst, woraufhin Yelen zum türkischen Erstligisten Trabzonspor wechselte.
Im Juli 2011 wurde Yelen vom Zweitligisten FSV Frankfurt verpflichtet. Yelen war von Beginn an Stammspieler im zentralen Mittelfeld der Bornheimer und war zudem zuständig für die Standards des FSV: Von den fünf Ligatoren in der Saison 2011/12 erzielte er drei durch Elfmeter und einen durch einen direkt verwandelten Freistoß, hinzu kam ein weiteres Freistoßtor im DFB-Pokal. Nach 20 Startelf-Einsätzen verlängerte sich sein Einjahresvertrag automatisch bis Sommer 2013.
Nachdem Yelen Frankfurt im Sommer 2015 verlassen hatte, war er zunächst vereinslos. Anfang Oktober 2015 wechselte Yelen zum Regionalligisten Berliner AK 07, mit dem er hauchdünn die Meisterschaft der Regionalliga Nordost verpasste. Zur Saison 2016/17 schloss sich Yelen dem Regionalligisten FSV Wacker 90 Nordhausen an. Später spielte er noch für den FC Brandenburg 03 und den MSV Normannia 08 in Berlin.

### Erfolge
- Viermal Berliner Jugend-Pokalsieger
- Landespokalsieger Mecklenburg-Vorpommern: 2005/06 (mit Hansa Rostock II)
- Aufstieg in die Bundesliga: 2007 (mit Hansa Rostock)

## Sonstiges
Zafer Yelen ist Gründungsmitglied der Kindersportstiftung des Bundestagsabgeordneten Jörn Thießen.